# Lengyel parcella
A Lengyel parcella az Új köztemető 43-as parcellája. Főképp a második világháború idején Magyarországra menekült lengyel polgári és katonai személyek temetkező helye. Itt található az 1939-1944 között Magyarországra menekült lengyelek emlékére állított kereszt is.

## Története
1939-től, Lengyelország megszállása után több, mint 100 000 lengyel menekült érkezett Magyarországra, egy részük Budapesten talált otthonra. Kőbányán – ahol az Újköztemető is fekszik – már ezt megelőzően is jelentős számú lengyel kisebbség élt, akik saját templomot építettek maguknak a harmincas években.
Az Újköztemető lengyel parcellájában 1940. szeptember 5-én szentelték meg az első 17 lengyel sírt. Az ünnepségen jelen volt a később mártírhalált halt embermentő, Henryk Sławik, és az első budapesti lengyel plébános, Wincenty Danek atya is. Utóbbi 1945. szeptember 17-én szintén itt került örök nyugovóra. A temetőrészben polgári és katonai, valamint nők, férfiak és gyermekek temetésére vegyesen került sor, s évtizedekig ez határozta meg a kegyeleti emlékhely jellegét.
2009-2010 folyamán, Joanna Stempińska távozó és Roman Kowalski új nagykövet idején a parcellát hivatalosan lengyel katonai parcellának minősítették, hasonlóan az egri és győri lengyel parcellákhoz. Ekkor felülvizsgálták az odatemetettek státusát, és a civileket és a katonákat exhumálás után különválasztották. A munkában a Bem Egyesület, az Országos Lengyel Önkormányzat és a lengyel Harc és Mártíromság Emlékét Őrző Tanács (lengyelül: Rada Ochrony Pamięci Walk i Męczeństwa) működött együtt. A munkában részt vett Andrzej Przewoźnik (1963-2010), a Tanács akkori titkára is, aki alig három hónappal később a szmolenszki légi katasztrófa áldozata lett. A katonasírokra új emlékműveket emeltek. A felújított parcella felszentelésére 2010. június 25-én került sor. A parcella közepén álló keresztet is lecserélték. A régebbi, műkőből készült keresztet a polgári elhunytak sírjai mellett állították újra fel a katonai rész mellett.
A parcella a magyarországi lengyelek fontos emlékhelye. Régi szokás szerint a parcellában a kereszt mellett november 1-jén, mindenszentek napján lengyel szentmisét celebrál a Kőbányán működő lengyel nemzetiségi templom plébánosa.

## Leírás
A régi temetőrészt alacsony, de vastag, fekete színű fémlánccal kerítették be, s terméskőből készült kapun keresztül lehetett belépni a sírokhoz. A síremlékek műköből készültek. Az elhunytak adatai babérkoszorúval övezett bronz emléktáblán voltak olvashatók, amely felett apró, kézzel festett lengyel zászló feküdt.
A felújításkor 108 db katonasírt bontottak le és állítottak fel. Az új síremlékek hasonlatosak a régiekhez, azonban világosszürke gránitból készültek, az elhunytak adatai pedig a kőbe lettek vésve. A korábbival ellentétben a katona sírok monoton rendjét nem töri meg egy-egy polgári síremlék. A földfelszínt a kereszt alakú síremlékek között szintbe hozták és befüvesítették. A kerítéslánc helyébe alacsony kőoszlopok kerültek, ami a katonai részt nyitottá teszik az őt övező polgári rész felé. Továbbra is két kőoszlop jelzi a bejáratot.
A kereszt felirata:
PAMIĘCI

POLSKICH UCHODŹCÓW

CYWILNYCH I WOJSKOWYCH

INTERNOWANYCH

W LATACH 1939-1944

W KRÓLESTWIE WĘGIER

RZĄD RZECZPOSPOLITEJ POLSKIEJ

2009
AZ 1939-1944 KÖZÖTT

MAGYARORSZÁGON 

BEFOGADOTT LENGYEL 

KATONAI ÉS CIVIL

MENEKÜLTEK

EMLÉKEZETÉRE

A LENGYEL KÖZTÁRSASÁG KORMÁNYA

2009

## Galéria

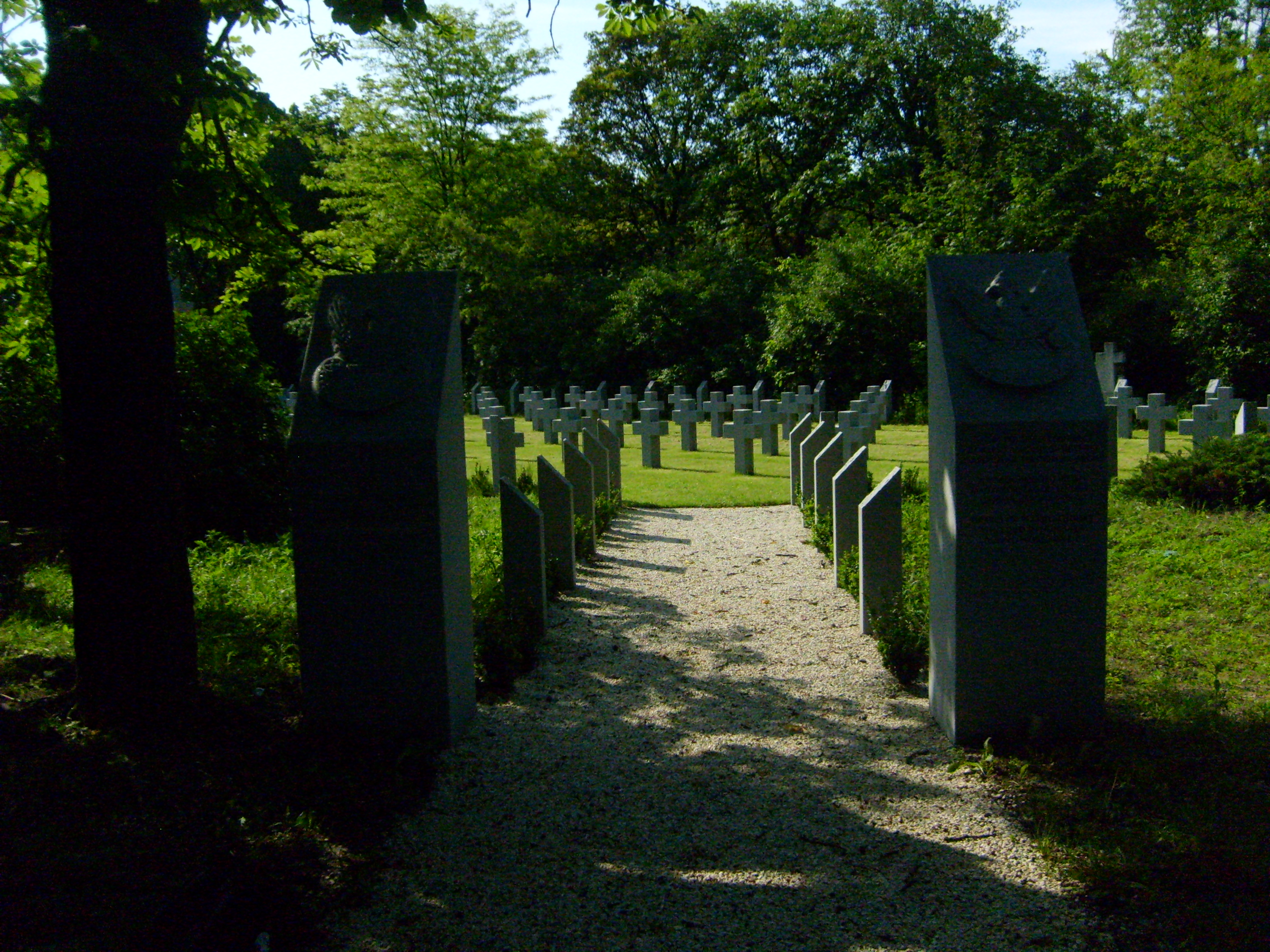
A Lengyel parcella bejárata
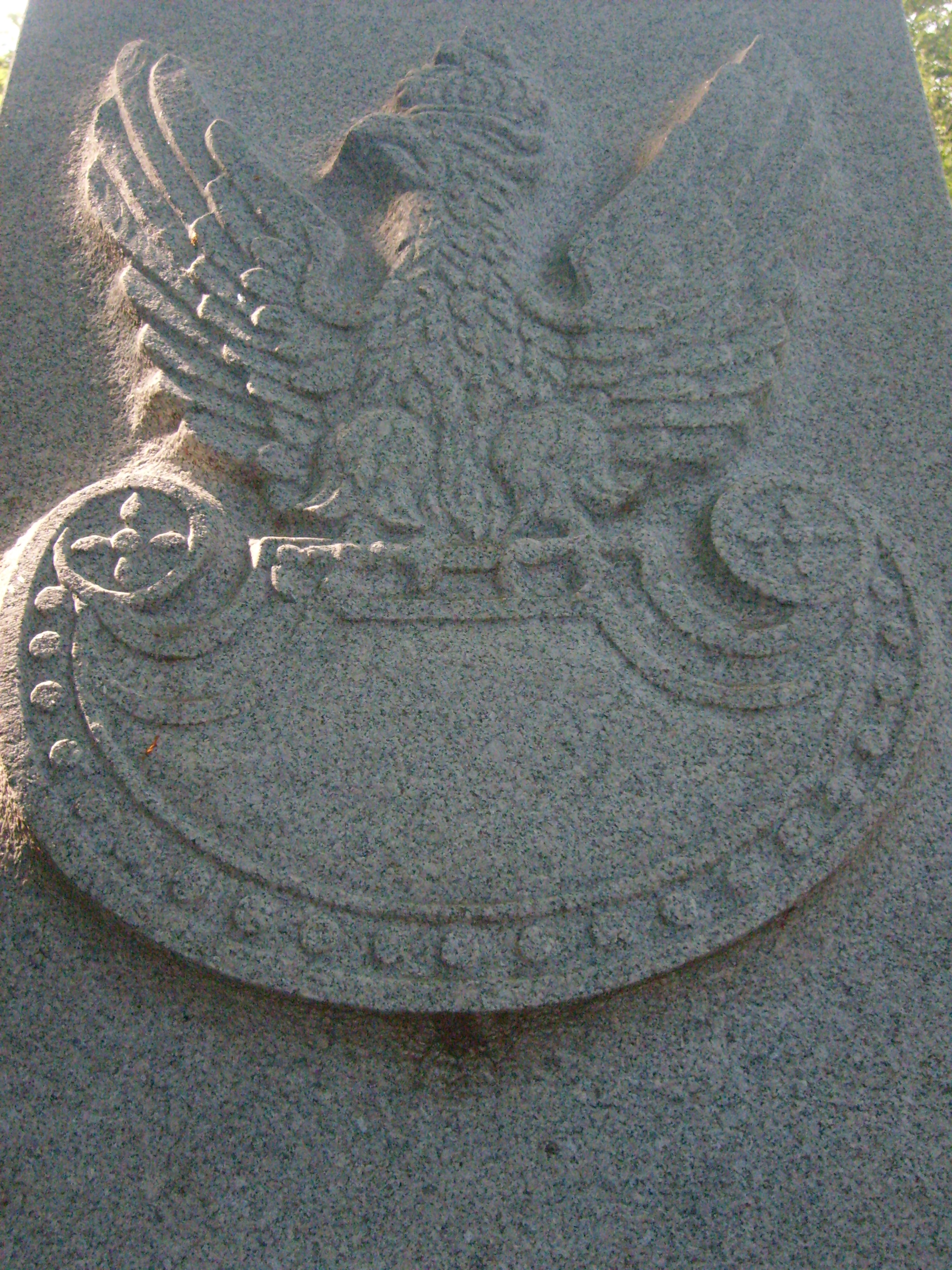
Lengyel címer a bejáratnál
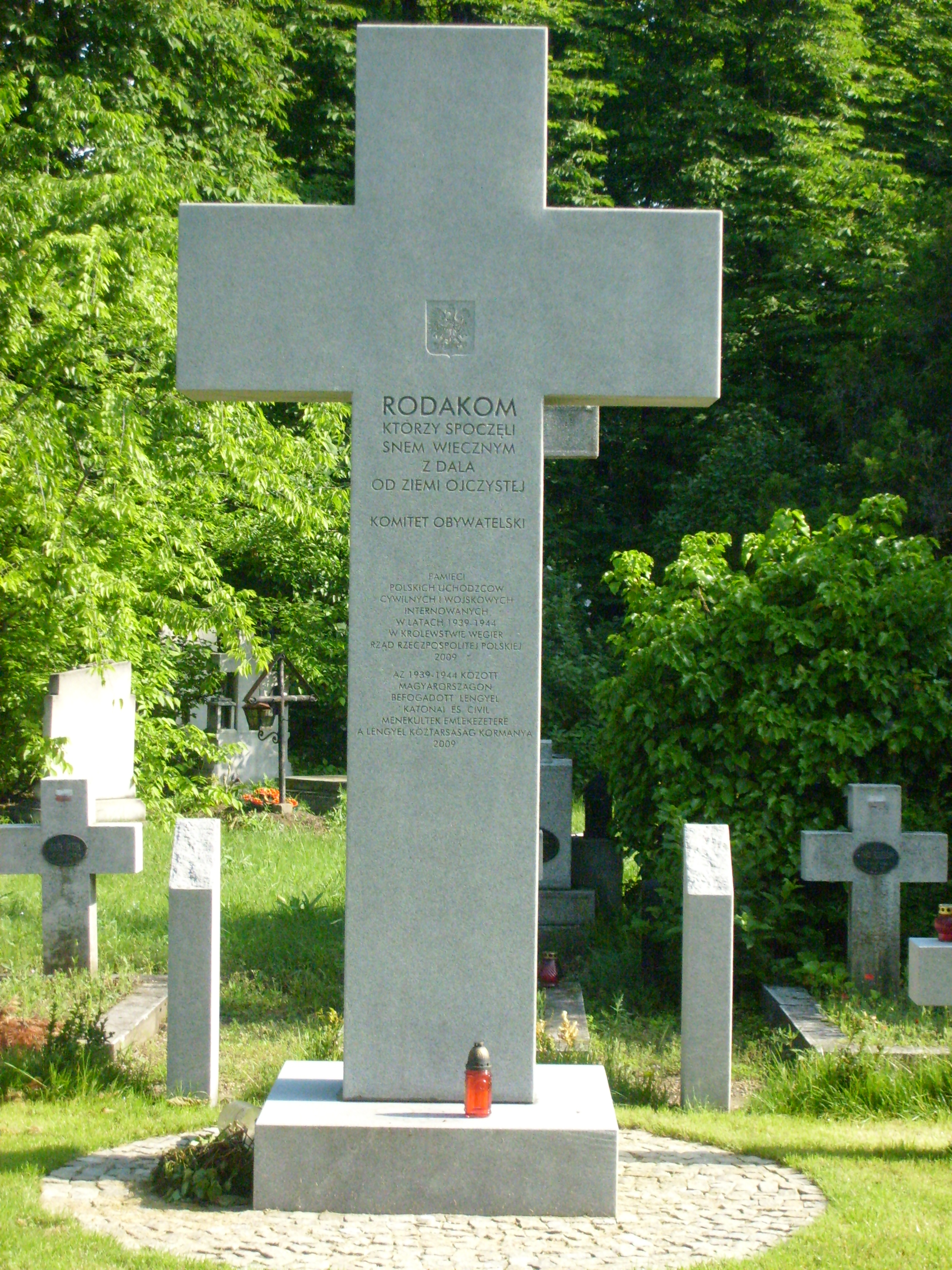
A parcella közepén álló új kereszt
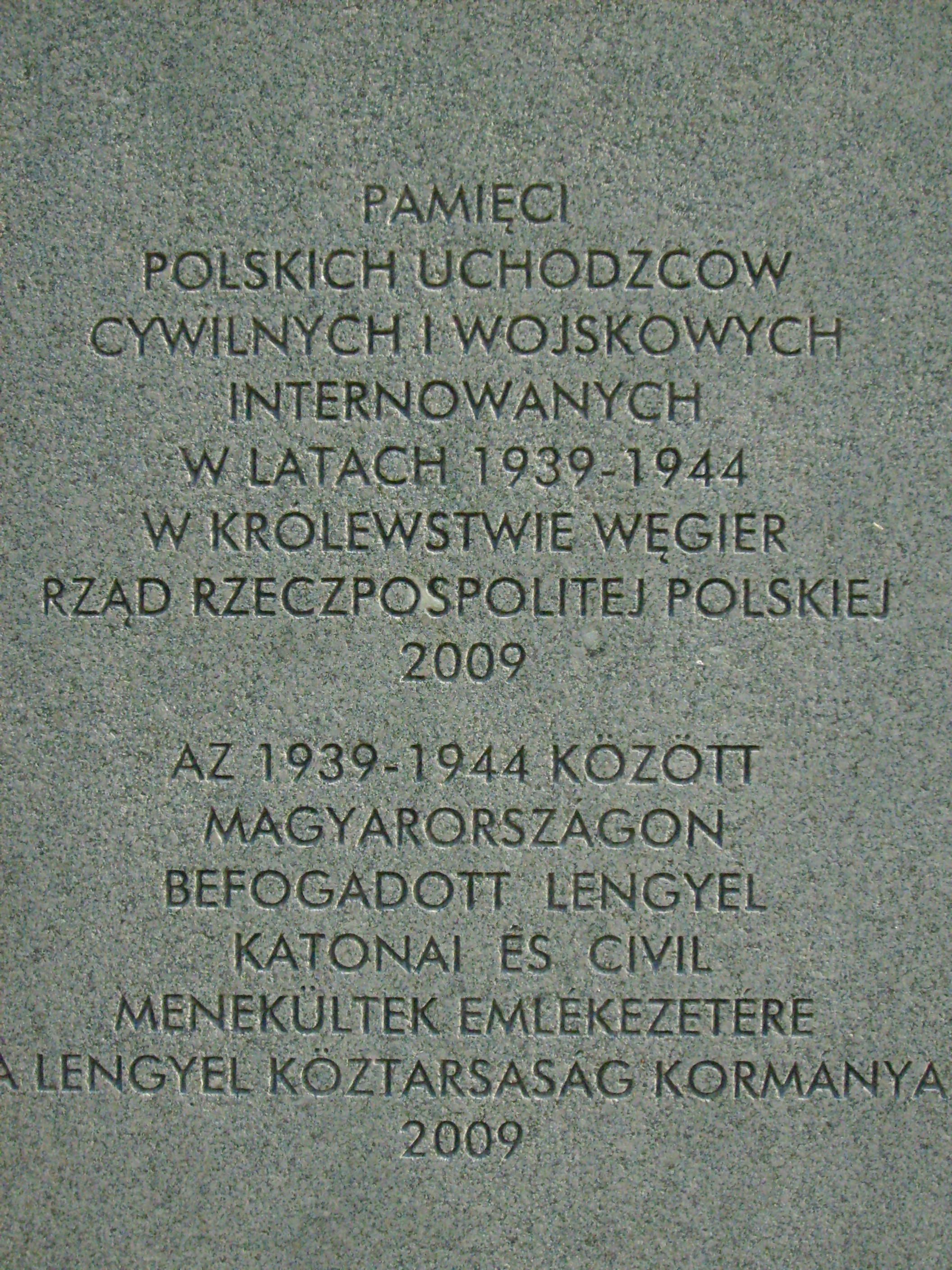
Felirat a kereszten
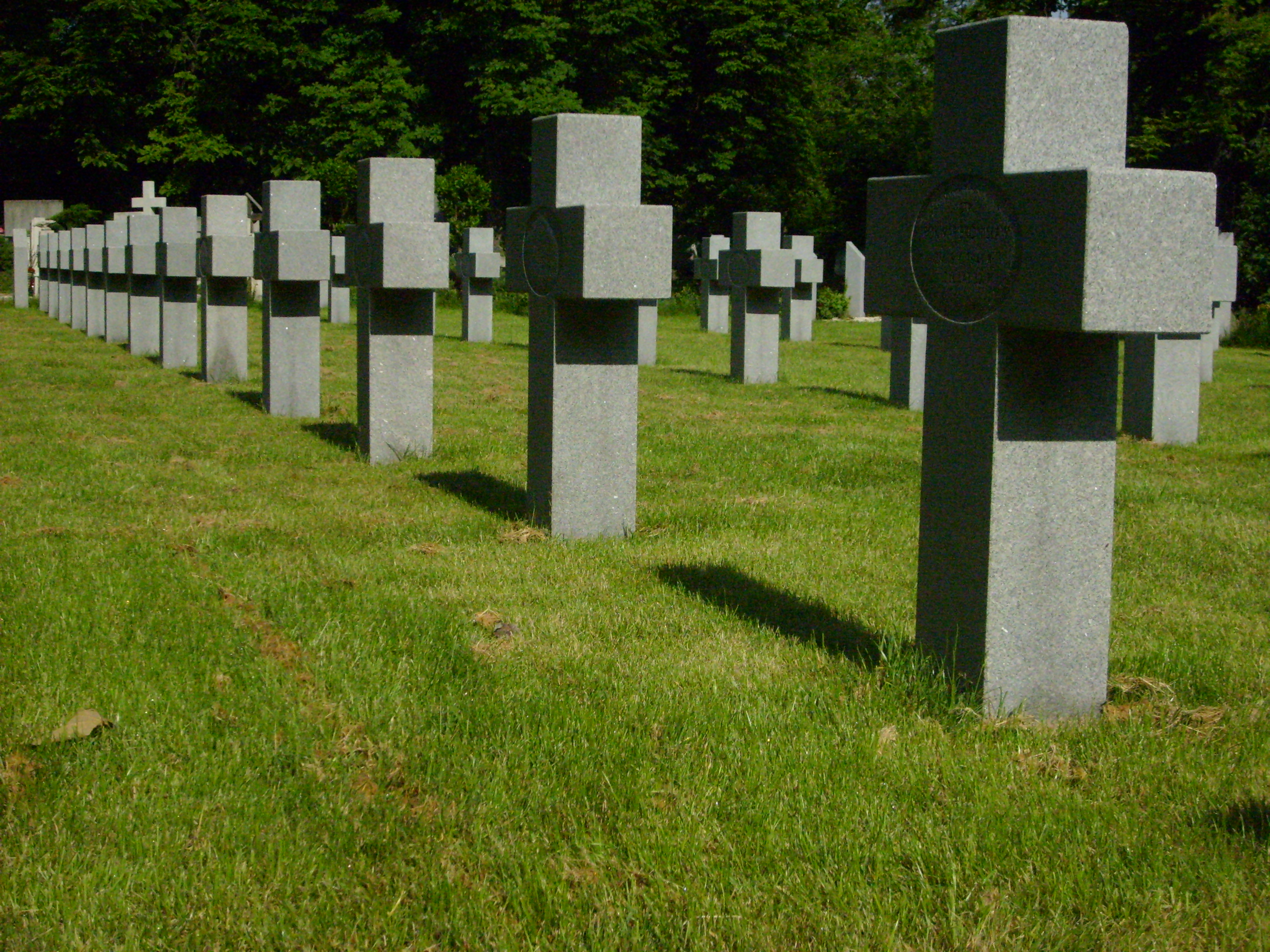
Sírok
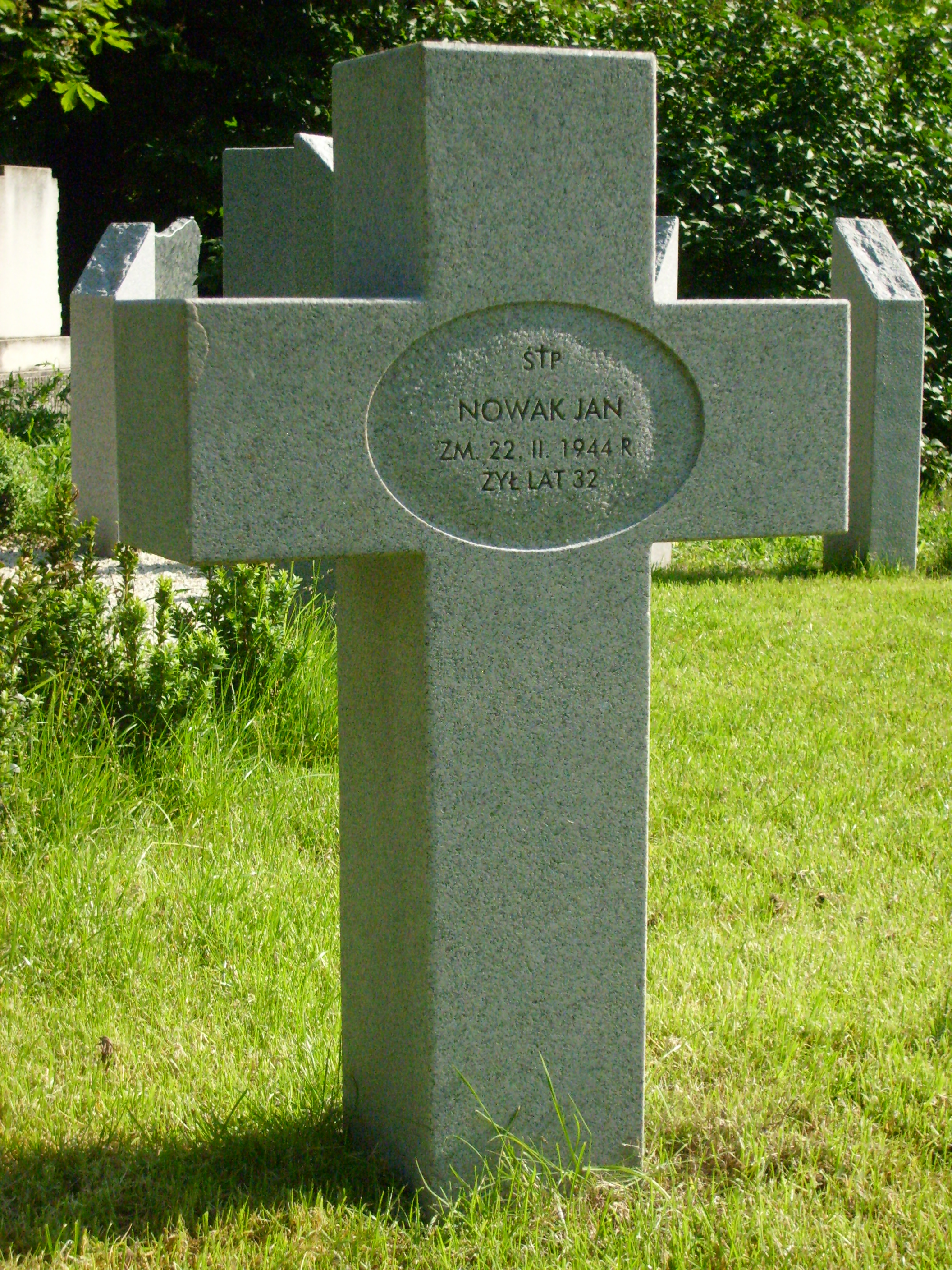
Jan Nowak (1912-1944) sírja